# Ukaan (jezik)
Ukaan jezik (ikan, anyaran, auga, kakumo; ISO 639-3: kcf), jedan mnogobrojni benue-kongoanskih jezika unutar koje čini posebnu izoliranu skupinu nesrodnu ostalim jezicima. 
Ukaanom govori oko 18 000 ljudi (1973 SIL) na području nigerijske države Ondo u gradovima Kakumo-Akoko, Auga i Ishe, i u državi Edo u gradovima Anyaran i Kakumo-Aworo. Postoje tri dijalekta: ishe, kakumo i auga.

## Vanjske poveznice
- Ethnologue (14th)
- Ethnologue (15th)